# Johnny Beerens
Johnny Beerens (Oostburg, 1966) is een Nederlandse kunstenaar. Hij studeerde aan de Academie voor Beeldende Vorming in Tilburg en is woonachtig in Breskens.

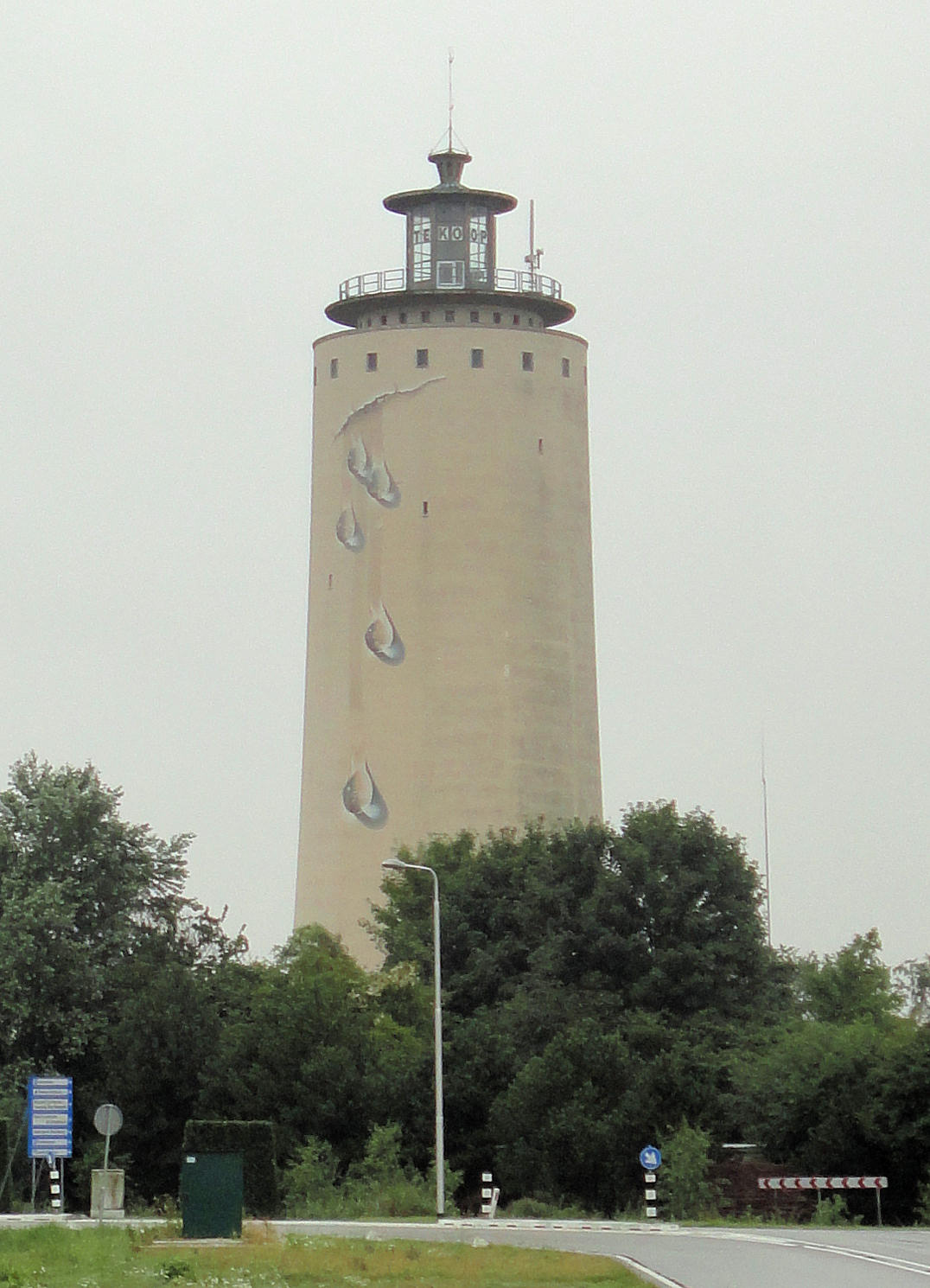
Titel: Levensbron. Waterdruppels op de Watertoren van Oostburg

 Beerens maakt over het algemeen grote, vooral figuratieve, kunstwerken. Opvallend zijn ook zijn grote muurschilderingen, zoals op de Watertoren te Oostburg uit 1995 en op de graansilo te Breskens uit 1997. De schildering op de watertoren stelt naar het leven geschilderde waterdruppels en de vruchten der aarde voor. De schildering op de graansilo meet 20 bij 22 meter en toont vijf broden en twee vissen, naar een motief uit het Nieuwe Testament, waarbij Jezus de menigte voedde met vijf broden en twee visjes maar. Er is echter ook een directe link tussen de graansilo (het brood) en de vissershaven waar de graansilo aan staat.
De werken van Beerens verwijzen meermaals naar motieven die met de grens van zee en water en met Zeeland te maken hebben. Hij gebruikt onder meer materialen als schelpen en andere materialen die aan de kust te vinden zijn en verwerkt dit in zelf geschept papier. 